# Фармакогеномика
Фармакогеномика — отрасль фармацевтики и фармакологии, которая исследует влияние генетической вариации каждого человека в его ответе на лекарственное средство. Фармакогеномика связывает экспрессию конкретного гена или однонуклеотидного полиморфизма в геноме человека с эффективностью или токсичностью лекарства, для того, чтобы разработать рациональные средства оптимизации фармакотерапии.
Фармакогеномика учитывает генотипы людей для обеспечения максимальной эффективности при минимальных побочных действиях. Подобный подход в будущем может привести к созданию «персонифицированной медицины», в которой лекарственные средства и их сочетания будут оптимизированы для генетических характеристик конкретного человека. Фармакогеномика — это прикладное применение всего генома человека, в котором фармакогенетика исследует взаимодействия отдельного гена с лекарствами.
Разработки фармакогеномики в настоящее время применяют при лечении рака молочной железы, ВИЧ, лейкемии, для выявления потенциальных побочных реакций в ответ на действие лекарственных препаратов.
На сегодняшний день есть немногим более 100 лекарств, взаимодействие которых с ДНК FDA признало проверенным и значимым. 

## История
История фармакогеномики начинается с 1957 г., когда Арно Мотульский предположил. что «… идиосинкразия по отношению к лекарственным средствам может быть вызвана генетическими особенностями и дефицитом ферментов, ничем другим себя не проявляющими…». Термин «фармакогеномика» появился в 1990-х годах.